# Pseudodystacta braueri
Pseudodystacta braueri är en bönsyrseart som beskrevs av Heinrich Hugo Karny 1908. Pseudodystacta braueri ingår i släktet Pseudodystacta och familjen Mantidae. Inga underarter finns listade i Catalogue of Life.